# Штокер, Кристиан
Кристиан Штокер (нем. Christian Stocker; род. 20 марта 1960, Винер-Нойштадт) — австрийский политический и государственный деятель, федеральный канцлер с 3 марта 2025 года.

## Биография
Родился 20 марта 1960 года в городе Винер-Нойштадт, Австрия, где окончил начальную и среднюю школу. Отец Кристиана, Франк Штокер, был представителем Австрийской народной партии в Национальном совете. С 1979 года Штокер изучал право в Венском университете, а в 1986 году получил степень магистра. В 1988 году он получил докторскую степень по праву.
В 2019 году Штокер был избран в Национальный совет от Австрийской народной партии. В 2022 году он занял пост генерального секретаря партии, а 5 января 2025 года стал исполнять обязанности её лидера. В должности генерального секретаря Штокер объявлял о готовности Австрийской народной партии вступить в переговоры с Гербертом Киклем и его правой Австрийской партией свободы, но переговоры провалились после парламентских выборов в Австрии в 2024 году. 27 февраля 2025 года Социал-демократическая партия Австрии, Австрийская народная партия и NEOS объявили о соглашении в формировании правительства во главе со Штокером в качестве канцлера. 3 марта 2025 года правительство приступило к работе. Впервые за несколько десятилетий в работе правительства участвуют три партии.